# Galway Races
Galway Races (irisch Rásaí na Gaillimhe) ist der Überbegriff für mehrere alljährlich stattfindende Pferderennen im irischen Galway. Überregional bekannt ist vor allem die Festwoche im Sommer, die traditionell am letzten Montag im Juli beginnt und auf der Rennbahn im Stadtteil Ballybrit ausgetragen wird. Kleinere Rennen finden im September und Oktober statt. Die letzte Veranstaltung im Sommer 2007 wurde nach Angaben der Veranstalter von etwa 210.000 Zuschauern besucht; zudem wurde ein Preisgeld von insgesamt 1,9 Millionen britischen Pfund ausgeschüttet.
Die Geschichte von Pferderennen in Galway reicht bis ins dreizehnte Jahrhundert zurück, als im County Galway organisierte Turniere stattfanden. Nach Veranstaltungen in den Jahren 1764 und 1864 wurden von 1869 an alljährlich Rennen in Ballybrit ausgetragen. Spätestens seit den ersten Rundfunkübertragungen der Galway Races 1929 ist die Rennwoche ein wichtiger Bestandteil der irischen Sportwelt. 
Von der immensen Bedeutung der Rennen zeugen auch verschiedene irische Volkslieder, die später unter anderem in den Versionen von The Dubliners oder The Pogues Eingang in die Popkultur gefunden haben.   